# Калинковичский район
Кали́нковичский райо́н (бел. Калінкавіцкі раён) — административная единица в центре Гомельской области Республики Беларусь. Административный центр — город Калинковичи.
Численность населения — 53 947 человек (на 1 января 2025 года).
В 2024 году район отмечает 100-летний юбилей.

## Административное устройство
В районе 18 сельсоветов:
- Великоавтюковский
- Горбовичский
- Горочичский
- Домановичский
- Дудичский
- Зеленочский
- Капличский
- Козловичский
- Липовский
- Малоавтюковский
- Наховский
- Озаричский
- Савичский
- Сыродский
- Чкаловский
- Шиичский
- Юровичский
- Якимовичский

Упразднённые сельсоветы:
- Берёзовский
- Крюковичский
- Михновичский
- Прудокский
- Хобненский

## География
Площадь района составляет 2740 км² (4-е место). Район граничит с Мозырским, Петриковским, Октябрьским, Светлогорским, Речицким, Хойникским районами Гомельской области.
Основные реки — Припять, Виша, Тремля, Ипа, Неначь, Закаванка, Вить. 
В 12 км на восток от Калинкович, у аг. Малые Автюки расположено водохранилище Автюки.

## Геральдика
Герб и флаг утверждены решением Калинковичского районного Совета депутатов от 27 декабря 2001 года № 86. Зарегистрированы в Гербовом матрикуле Республики Беларусь 23 января 2002 года № 78.  

## История
1 января 1919 года территория района вошла в состав БССР, 16 января передана в состав РСФСР. До 3 марта 1924 года территория района входила в состав РСФСР. 
Район образован 17 июля 1924 года, но 26 июля 1930 года его упразднили, а территорию включили в состав вновь образованного Мозырского района (фактически имело место переименование). 
4 августа 1927 года к району была присоединена территория 4 сельсовета упразднённого Слободского района. Местечко Калинковичи приобрело статус города 3 июля 1925 года. 
3 июля 1939 года Калинковичский район вновь образован в качестве самостоятельной административной единицы Полесской области из частей Мозырского (11 сельсоветов) и Домановичского районов (1 сельсовет). С 1954 года — в Гомельской области. 
16 сентября 1959 года к району присоединены 5 сельсоветов упразднённого Василевичского района, 20 января 1960 года — 5 сельсоветов (Домановичский, Капличский, Крюковичский, Новоселковский, Хомичский) и городской посёлок Озаричи упразднённого Домановичского района, 24 марта 1960 года — один сельсовет упразднённого Копаткевичского района.
7 марта 1963 года Калинковичи стал городом областного подчинения.
1 декабря 1998 года Калинковичский район и город Калинковичи объединены в одну административно-территориальную единицу — Калинковичский район с административным центром город Калинковичи.
В 2024 году район отмечает 100-летний юбилей, Калинковичи — 472-летие города.

## Демография
Численность населения — 53 947 человек (на 1 января 2025 года), в том числе городское — 37 878 человек (Калинковичи — 36 656 человек, Озаричи — 1 222 человек), сельское — 16 069 человек.
На 1 января 2023 года население района — 55 198 человек (6-е место), в том числе в городских условиях проживают 38 193 человек (Калинковичи — 37 050 человек, Озаричи — 1 143 человек), в сельских — 17 005 человек. Всего насчитывается 130 населённых пунктов.
На 1 января 2018 года 19,7 % населения района были в возрасте моложе трудоспособного, 54,2 % — в трудоспособном возрасте, 26,1 % — в возрасте старше трудоспособного. Средние показатели по Гомельской области — 18,3 %, 56,6 % и 25,1 % соответственно.
Коэффициент рождаемости в районе в 2017 году составил 12,3 на 1000 человек, коэффициент смертности — 16,5. Всего в 2017 году в районе родилось 734 и умерло 981 человек. Средние показатели рождаемости и смертности по Гомельской области — 11,3 и 13 соответственно, по Республике Беларусь — 10,8 и 12,6 соответственно. Сальдо миграции отрицательное (в 2017 году из района уехало на 203 человека больше, чем приехало).
В 2017 году в районе было заключено 408 браков (6,9 на 1000 человек) и 158 разводов (2,7 на 1000 человек). Средние показатели по Гомельской области — 6,9 браков и 3,2 развода на 1000 человек, по Республике Беларусь — 7 и 3,4 соответственно.
| Численность населения | Численность населения | Численность населения | Численность населения | Численность населения | Численность населения | Численность населения | Численность населения |
| 1970                  | 1979                  | 1989                  | 1996                  | 2000                  | 2001                  | 2002                  | 2003                  |
| --------------------- | --------------------- | --------------------- | --------------------- | --------------------- | --------------------- | --------------------- | --------------------- |
| 87 260                | ▼82 324               | ▼79 009               | ▼74 300               | ▼71 534               | ▼70 739               | ▼69 885               | ▼68 910               |
| 2004                  | 2005                  | 2006                  | 2007                  | 2008                  | 2009                  | 2010                  | 2011                  |
| ▼68 009               | ▼67 337               | ▼66 419               | ▼65 670               | ▼64 966               | ▼64 417               | ▼63 825               | ▼62 961               |
| 2012                  | 2013                  | 2014                  | 2015                  | 2016                  | 2017                  | 2018                  | 2019                  |
| ▼62 412               | ▼61 876               | ▼61 221               | ▼60 624               | ▼60 034               | ▼59 758               | ▼59 308               | ▼58 622               |
| 2020                  | 2021                  | 2022                  | 2023                  | 2024                  | 2025                  |                       |                       |
|                       |                       |                       | ▼55 198               |                       | ▼53 947               |                       |                       |

| Национальный состав по переписи населения 2009 года | Национальный состав по переписи населения 2009 года | Национальный состав по переписи населения 2009 года |
| Народ                                               | Численность                                         | %                                                   |
| --------------------------------------------------- | --------------------------------------------------- | --------------------------------------------------- |
| Белорусы                                            | 59 377                                              | 92,7 %                                              |
| Русские                                             | 2801                                                | 4,37 %                                              |
| Украинцы                                            | 989                                                 | 1,54 %                                              |
| Цыгане                                              | 193                                                 | 0,3 %                                               |
| Евреи                                               | 81                                                  | 0,13 %                                              |
| Поляки                                              | 62                                                  | 0,1 %                                               |
| Молдаване                                           | 38                                                  | 0,06 %                                              |
| Армяне                                              | 35                                                  | 0,05 %                                              |
| Азербайджанцы                                       | 32                                                  | 0,05 %                                              |
| Казахи                                              | 18                                                  | 0,03 %                                              |
| Немцы                                               | 17                                                  | 0,03 %                                              |
| Татары                                              | 17                                                  | 0,03 %                                              |
| Литовцы                                             | 13                                                  | 0,02 %                                              |

По переписи 1959 года, в районе проживало 80 493 человека: 73 060 белорусов (90,77 %), 3183 русских (3,95 %), 2637 евреев (3,28 %), 1257 украинцев (1,56 %), 114 поляков (0,14 %), а также представители других национальностей.

## Экономика

### Промышленность
Существуют такие предприятия как: Калинковичский мебельный комбинат, Завод Заменитель цельного молока, Завод бытовой химии, Калинковичский мясокомбинат, Калинковичский Хлебозавод, завод «БелСыр», Калинковичский ремонтно-механический завод, филиал «Белавтогаза» — «ПолесьеГАЗавтосервис», который специализируется на продаже, ремонте и техническом обслуживании автомобилей концерна «Горьковский автомобильный завод».

### Сельское хозяйство
В 2017 году в сельскохозяйственных организациях под зерновые и зернобобовые культуры было засеяно 27 898 га пахотных земель, под кормовые культуры — 43 689 га. По площади, засеянной кормовыми культурами, Калинковичский район занимает первое место в Республике Беларусь, незначительно опережая Пинский район Брестской области. В 2016 году было собрано 69,3 тыс. т зерновых и зернобобовых, в 2017 году — 60,7 тыс. т (урожайность — 27,2 ц/га в 2016 году и 21,9 ц/га в 2017 году). Средняя урожайность зерновых в Гомельской области в 2016—2017 годах — 30,1 и 28 ц/га, в Республике Беларусь — 31,6 и 33,3 ц/га.
На 1 января 2018 года в сельскохозяйственных организациях района (без учёта личных хозяйств населения и фермеров) содержалось 49 тыс. голов крупного рогатого скота, в том числе 13,6 тыс. коров, а также 18 тыс. голов птицы. В 2017 году было произведено 4,8 тыс. т мяса в живом весе и 60,9 тыс. т молока при среднем удое 4371 кг (средний удой с коровы по сельскохозяйственным организациям Гомельской области — 4947 кг в 2017 году), а также 3 млн яиц. По производству молока район находится на седьмом месте в Гомельской области.

## Транспорт
Автобусный парк района насчитывает 33 автобуса и 2 микроавтобуса, работающих на трех городских и 21 пригородном маршрутах.

## Здравоохранение
В 2017 году в учреждениях Министерства здравоохранения Республики Беларусь насчитывалось 150 практикующих врачей (25,3 в пересчёте на 10 тысяч человек; средний показатель по Гомельской области — 39,3, по Республике Беларусь — 40,5) и 759 средних медицинских работников. Число больничных коек в лечебных учреждениях района — 426 (в пересчёте на 10 тысяч человек — 71,8; средний показатель по Гомельской области — 86,4, по Республике Беларусь — 80,2).

## Образование
В 2017 году в районе действовало 38 учреждений дошкольного образования (включая комплексы «детский сад — школа») с 2,6 тыс. детей. В 2017/2018 учебном году действовало 31 учреждение общего среднего образования, в которых обучалось 7 тыс. учеников. Учебный процесс в школах обеспечивали 886 учителей, на одного учителя в среднем приходилось 7,9 учеников (среднее значение по Гомельской области — 8,6, по Республике Беларусь — 8,7).

## Культура
В районном центре расположен Калинковичский краеведческий музей. В музее собрано 4,9 тыс. музейных предметов основного фонда. В 2016 году музей посетили 10,9 тыс. человек.
- Филиал «Музей под открытым небом — стоянка первобытного человека в н.п. Юровичи Калинковичского района».
- Филиал «Мемориальный комплекс узникам Озаричского лагеря смерти» (г. п. Озаричи)

## События и мероприятия
- Республиканский фестиваль народного юмора «Аўцюкі» в Малые Автюки[35]
- 20 августа 2023 года близ деревни Антоновка в хуторе В. Г. Тозика прошла военно-историческая реконструкция "Партизаны Полесья"[36]

## Достопримечательности
- Мемориальный комплекс «Озаричи» —  Историко-культурная ценность Республики Беларусь, шифр 313Д000370. Расположен около дороги Р-34 «Осиповичи-Глуск-Озаричи».

### Памятник природы, заказник
- Республиканский ландшафтный заказник «Стрельский»
- Гидрологический памятник природы местного значения «Пеница»
- Ботанический памятник природы местного значения «Старинный парк «Липово»
- Ботанический памятник природы республиканского значения «Насаждения дуба, ясеня»

## В филателии и нумизматике
11 октября 2011 года Министерство связи и информатизации Республики Беларусь выпустило в обращение почтовая марка «Костюм Калинковичского района» из серии «Белорусская народная одежда».

## СМИ
Издаётся газета «Калінкавіцкія навіны».